# Татищевський район
Татищевський район рос. Татищевский район — муніципальне утворення в Саратовській області. Адміністративний центр району — смт. Татищеве. Населення району — 28 676 осіб.

## Географія
Район розташований в центрі Правобережжя, на північний захід від Саратова, на приволзькій височині. Характерний пересічений рельєф, значна лісистість. Уздовж залізниці дачні масиви.
Татищеве розташоване на березі річки Ідолга, лівій притоці Ведмедиці.

## Історія
Татищевський район утворений 23 липня 1928 року в складі Саратовського округу  Нижньо-Волзького краю.
З 1934 року район в складі Саратовського краю, з 1936 року — в складі Саратовської області.
В 1959 році до складу району включена територія скасованого В'язівського району.
В 1963–1965 роках район був скасований.
З 1 січня 2005 року район перетворений в муніципальне утворення Татищевський муніципальний район.

## Адміністративний устрій
У складі Татищевського району зроблено 7 муніципальних утворень.
- Татищевське міське поселення - Татищеве

- В'язівське сільське поселення - В'язівка
- Ідолзьке сільське поселення - Ідолга
- Садівське сільське поселення - Садівий
- Сторожівське сільське поселення - Сторожівка
- Октябрьське сільське поселення - Октябрьській городок
- Ягідно-Полянське сільське поселення - Ягідна Поляна

## Економіка
Сільське господарство приміського типу. Основна продукція молоко, м'ясо птиці, овочі. Головні галузі промисловості — виробництво будівельних матеріалів (збірний залізобетон, пиломатеріали, товарний бетон, стіновий матеріал) і харчові продукти (хлібобулочні вироби, м'ясо, молочна продукція, ковбасні вироби, кондитерські вироби).

## Пам'ятки
Основні пам'ятки історії, культури і природи: Большоіванівський присадибний парк, В'язівська вікова діброва, В'язівський чорновільшаник, храм Покрова Пресвятої Богородиці 1902 року в Сокурі, Губарівська садиба дворян Шахматових — меморіал найбільшого лінгвіста академіка  О. О. Шахматова, в селі Полчанінівка — садиба, що належала відомому Саратовському краєзнавцю, історику та етнографу А. Н. Мінху, заказник «Побочінська дача».
В районі базується Таманська ракетна дивізія ракетних військ стратегічного призначення. За 2 км на північний захід від селища Татищеве знаходиться однойменний військовий аеродром.
- У с. Курдюм знаходиться золотоординське городище, досліджене в 1915 р А. А. Коротковим. В поселенні знайдені фрагменти золотоординської кераміки, дірхем укекського карбування (такі монети випускалися між 1266 і 1322 роками).